# Sera
| Tibetische Bezeichnung                  |
| --------------------------------------- |
| Tibetische Schrift: སེ་ར་                |
| Wylie-Transliteration: se ra            |
| Offizielle Transkription der VRCh: Sêra |
| THDL-Transkription: Sera                |
| Andere Schreibweisen: Séra              |
| Chinesische Bezeichnung                 |
| Traditionell: 色拉寺                    |
| Vereinfacht: 色拉寺                     |
| Pinyin:Sèlā Sì                          |

Sera (tib.: se ra) ist eines der „Drei Großen Klöster“ (tib.: gdan-sa gsum) des Gelug-Ordens des tibetischen Buddhismus. Es liegt nördlich von Lhasa, der Hauptstadt des Autonomen Gebiets Tibet in der Volksrepublik China.

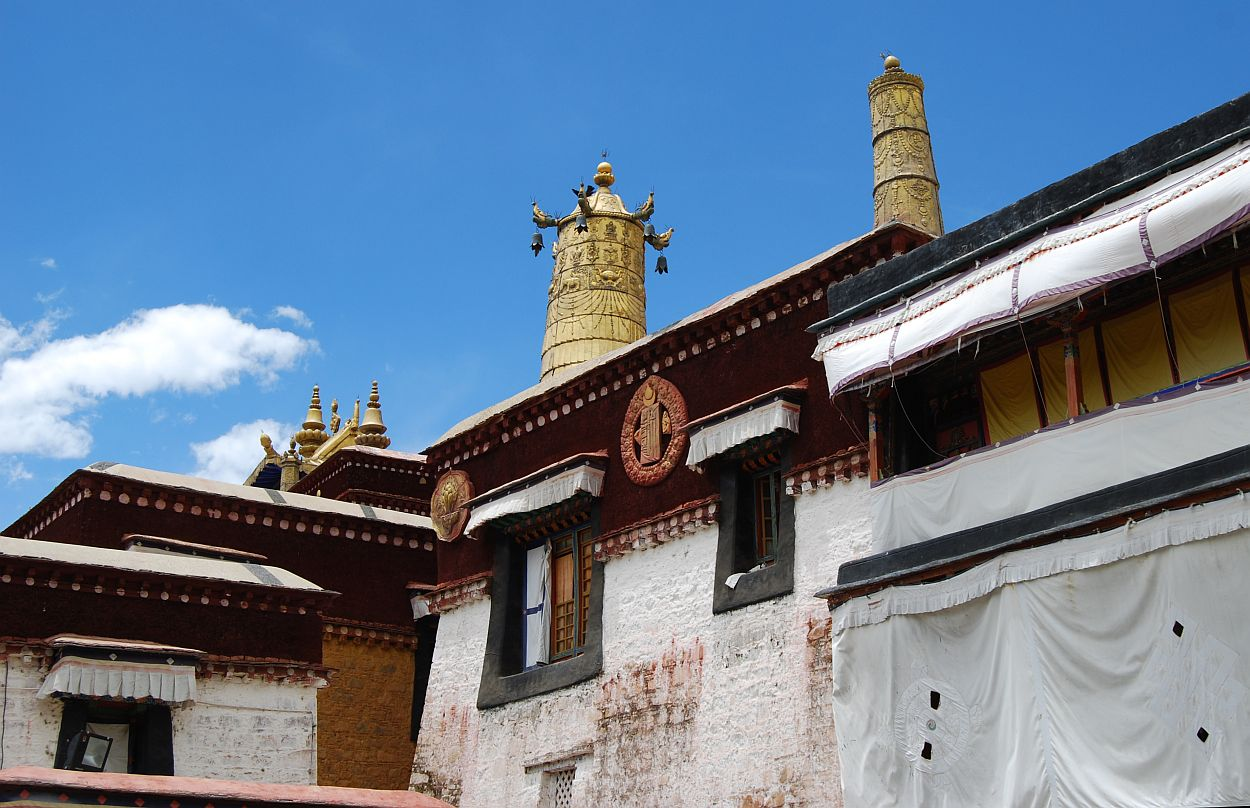
Kloster Sera 2009

## Geschichte
Sera bedeutet „Wildrose“ oder „Hagebutte“. Das Kloster liegt ca. drei Kilometer nördlich von Lhasa. Der Legende nach soll Tsongkhapa (tib.: tsong kha pa; 1357–1419), der Gründer des Gelug-Ordens, im Jahr 1409 seinen Kommentar Rigpe Gyatsho (tib.: rigs pa'i rgya mtsho) zu einem Werk von Nagarjuna in einer Einsiedelei namens Sera Chöding (tib.: se ra chos lding) oberhalb der Stelle, an der sich heute das Kloster befindet, geschrieben haben. Beim Schreiben soll eine der Seiten vom Wind davon geweht worden sein; goldene Buchstaben sollen von der Seite ausgegangen sein und sich auf einem Stein festgesetzt haben. Tsongkhapa prophezeite, dass an dieser Stelle eine große Stätte buddhistischer Gelehrsamkeit errichtet werden würde, vor allem für die Madhyamaka-Lehre von der Leere, und 1419, als Tsongkhapa starb, gründete einer seiner Schüler – Chamchen Chöje Shakya Yeshe (1354–1435) – an dieser Stelle das Kloster Sera. Sera, Ganden und Drepung gelten als die Drei Großen Klöster des Gelug-Ordens.
Ursprünglich war das Kloster ein Zentrum für Studium und Praxis des Tantra, doch schon bald nach seiner Gründung wurde der Schwerpunkt in eine scholastisch-philosophische Richtung verlagert.
Der dritte Abt von Sera, Gungru Gyeltshen Sangpo (tib.: gung ru rgyal mtshan bzang po; 1383–1450) teilte das Kloster in vier Dratshang (tib.: grwa tshang) genannte Fakultäten: 1. Gya (tib.: rgya) 2. Dromteng (tib.: 'brom steng) 3. Tö (tib.: stod) und 4. Me (tib.: smad). Bald darauf wurden diese vier zu zwei Fakultäten zusammengelegt, nämlich Sera Tö und Sera Me; in der zweiten Hälfte des 15. Jahrhunderts wurde Sera Tö mit einer neu geschaffenen Fakultät – Sera Che (tib.: se ra byes) – zusammengelegt. Für über zweihundert Jahre waren dies die beiden Fakultäten von Sera. Anfang des 18. Jahrhunderts wurde eine dritte Fakultät – Ngagpa Dratshang (tib.: ngnags pa grwa tshang) – eingerichtet. Sera Che und Sera Me waren philosophische Fakultäten (tib.: mtshan nyid grwa tshang), an denen nach zwanzigjährigem Studium ein Geshe-Titel (tib.: dge bshes) vergeben wurde. Die Ngagpa Dratshang war, wie der Name besagt, eine tantrische Fakultät.
Die Fakultäten Sera Che und Ngagba Dratshang verwendeten die Lehrbücher des Jetsünpa Chökyi Gyeltshen (tib.: rje btsun pa chos kyi rgyal mtshan; 1469–1544); Sera Me verwendete die Lehrbücher des Khedrub Gedün Tenpa Dargye (tib.: mkhas grub dge 'dun bstan pa dar rgyas; 1493–1568).
Den drei Fakultäten unterstanden insgesamt 35 Abteilungen, Khangtshen (tib.: khang tshan) genannt, denen die Mönche je nach ihrer Herkunft zugeteilt wurden.
Bis 1959 hatte jede Fakultät ihre eigene Verwaltung und ihren eigenen Abt. Der sogenannte Rat der Zehn Lamas (tib.: bla ma kha bcu) unter Führung der Äbte der drei Fakultäten verwaltete das Kloster als Ganzes. Es gab offiziell 3.300, tatsächlich jedoch 7.500 bis 10.000 Mönche, von denen im Jahre 1958 jedoch nur 400 sogenannte „lesende Mönche“ (tib.: dpe cha ba) waren, die tatsächlich studierten. Die übrigen arbeiteten, und etwa ein Siebtel waren Dobdobs (tib.: ldob ldob), d. h. Angehörige der sogenannten Klosterpolizei, welche die Mönche überwachte, die die Ordensregeln nicht einhielten.
Im Herbst 1944 gingen sieben bis zehn Mönche von Sera Che und ein Mönch der Sera Ngagpa Dratshang nach Lhündrub nördlich von Lhasa, um Zinsen einzutreiben. Die Bauern konnten die Zinsen nicht entrichten und appellierten an die Regierung, die den Kreisverwalter anwies, zu vermitteln. Die Mönche von Sera gerieten mit diesem in Streit und erschlugen ihn mit einem getrockneten Schafsbein. Das Kloster nahm die Mörder in Schutz und gab sie nicht heraus. Im Konflikt zwischen den Regenten Radreng Rinpoche (tib.: rwa sgreng rin po che) und dem Tagdrag Rinpoche (tib.: stag brag rin po che) 1939 hatten die Mönche von Sera den Regenten Radreng unterstützt, der am 4. Dezember 1944 erstmals nach seinem Rücktritt nach Lhasa kam, in der Hoffnung, wieder die Macht zu übernehmen. Außerdem versuchte er, die Mönche von Sera Che zur Rebellion aufzustacheln. Diese Konflikte führten dazu, dass die Mönche von Sera Che das Große Gebetsfest vom 14. bis 17. Februar 1945 boykottierten. Der Abt von Sera Che floh im März des gleichen Jahres nach Chamdo in ein Gebiet, das nicht unter der Kontrolle von Lhasa stand. Er wurde von der Kuomintang-Verwaltung empfangen und kehrte erst 1951 wieder nach Lhasa zurück. Der Regent Tagdrag Rinpoche ernannte den Mongolen Tendar (tib.: bstan dar) zum Abt von Sera Che, was zum endgültigen Bruch zwischen dem Tagdrag Rinpoche und dem Radreng Rinpoche führte.
Nach der Festnahme von Radreng Rinpoche ermordeten Mönche von Sera Che am 16. April 1947 den Abt Tendar, weil dieser nicht gegen die Verhaftung von Radreng Rinpoche protestiert hatte. Sie begannen einen bewaffneten Aufstand gegen den Regenten und versuchten, Radreng Rinpoche aus dem Gefängnis zu befreien. Vom 26. bis 29. April kämpfte die tibetische Armee gegen das Kloster und schlug den Aufstand schließlich nieder, wobei sie Kanonen gegen das Kloster einsetzte und 200 bis 300 Mönche getötet wurden.
Nach dem Aufstand des Jahres 1959 wurde das Kloster aufgelöst und die Gebäude als Kaserne benutzt. Während der Kulturrevolution wurde ein großer Teil der Gebäude zerstört. 1980 wendete die chinesische Regierung eine halbe Million Yuan Renminbi für die Renovierung des Klosters auf, und der Betrieb wurde wiederaufgenommen. 1982 wurde das Kloster vom Staatsrat unter Denkmalschutz gestellt. Ein großer Teil der Gebäude wurde wieder errichtet bzw. renoviert. Die beiden philosophischen Fakultäten wurden jedoch nicht wiederhergestellt, sondern alle Mönche folgen der Tradition von Sera Che. Derzeit leben rund 750 Mönche im Kloster. Im Jahr 1992 hatte das Kloster offiziell Einnahmen von rund 860.000 Yuan, davon waren die Hälfte Spenden.

## Architektur

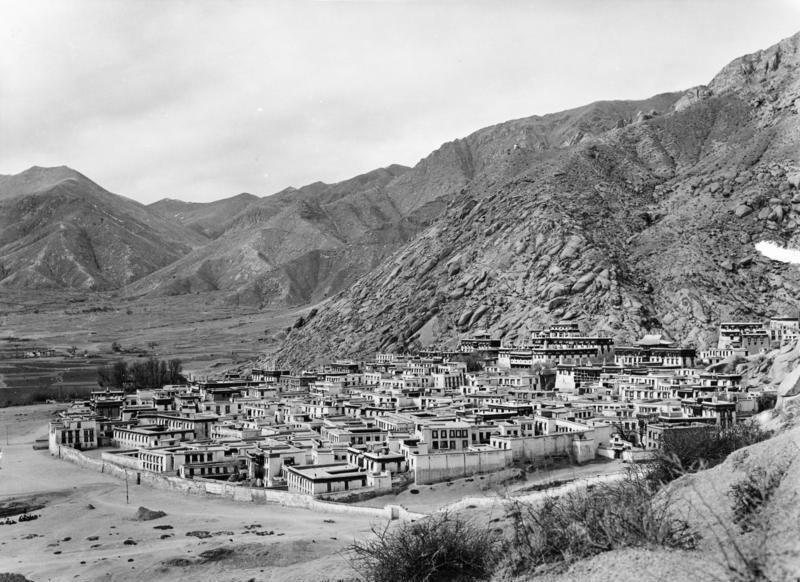
Kloster Sera 1938/1939

Das Kloster hat heute eine Fläche von 114.946 Quadratmetern. Der größte Teil der Fläche wird von den Gebäuden der Khangtshen eingenommen. Die drei größten Gebäude sind die großen Hallen der drei Fakultäten und des Tshogchen (tib.: tshogs chen), der Großen Versammlungshalle des ganzen Klosters.
Die große Versammlungshalle wurde 1710 errichtet, ist vier Stockwerke hoch und befindet sich im Nordosten des Areals. Die Haupthalle wird von 125 Säulen getragen und nimmt eine Fläche von 2.000 Quadratmetern ein. In dem Gebäude befindet sich u. a. eine Statue von Shakya Yeshe und eine Ausgabe des Kanjur (tib.: bka' 'gyur), ein Geschenk des Ming-Kaisers Chengzhu. Hinter der Haupthalle sind drei kleinere Hallen, in der u. a. eine weitere Ausgabe des Kanjur aufbewahrt wird, ein Geschenk des Ming-Kaisers Zhudi aus dem Jahr 1410.

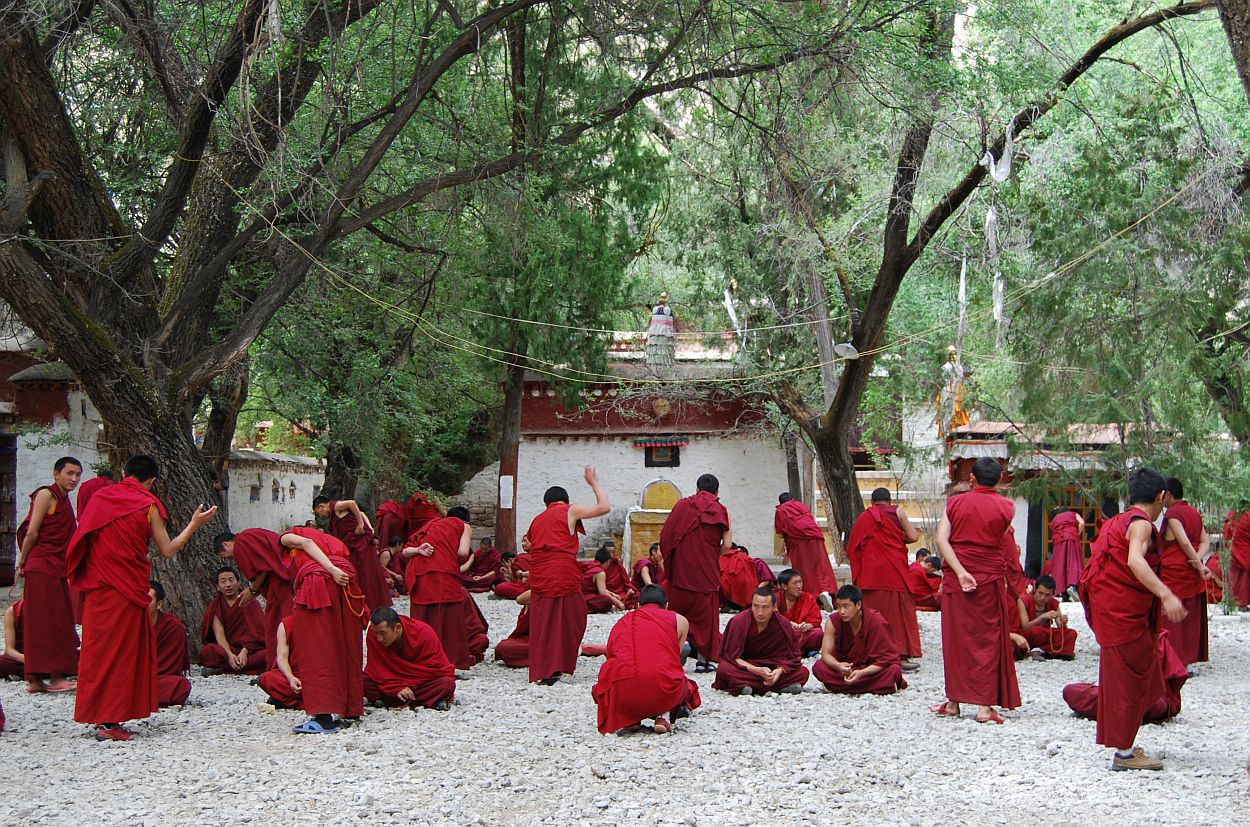
Debattenhof des Klosters

Das älteste Dratsang-Gebäude ist das der Sera Me-Fakultät aus dem Jahr 1419. Es hat besonders gut erhaltene Fresken. Im Gebäude der Sera Che-Fakultät von 1435 befindet sich eine berühmte Hayagriva-Statue. Im Debatten-Hof der Che-Fakultät befindet sich der Uma Lhakang (tib.: dbu ma lha khang; Madhyamaka-Tempel). Er soll sich an der Stelle des Steines aus der Gründungslegende von Sera befinden. Das dritte und kleinste Dratshang-Gebäude ist das der Ngagpa-Fakultät; es stammt aus dem Jahr 1559.
Sera hat heute 33 Khangtshan-Gebäude mit jeweils einem Hof.
Hinter dem Kloster liegt heute der einzige Platz für Himmelsbestattungen von Lhasa.